# Guillaume Le Vasseur de Beauplan

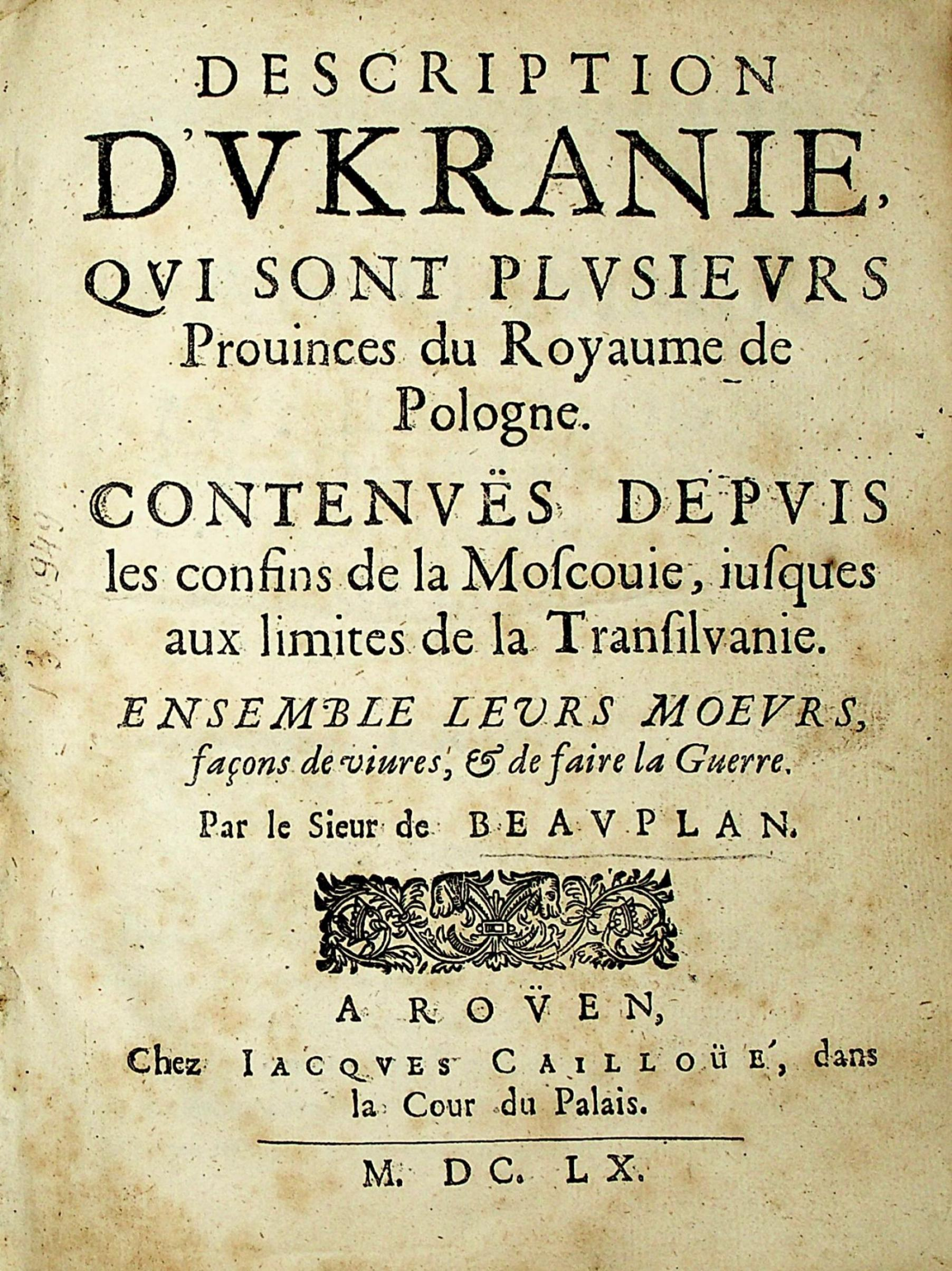
Opisanie Ukrainy..., strona tytułowa (1660)

Guillaume le Vasseur de Beauplan (ur. ok. 1600, zm. w 1675) – francuski inżynier wojskowy, markiz, pisarz i kartograf. Jeden z pierwszych twórców szczegółowych map południowo-wschodnich ziem Rzeczypospolitej.

## Życiorys
Urodził się prawdopodobnie w Dieppe, w szlacheckiej rodzinie hugenockiej. W młodości służył w armii francuskiej. Do Polski przybył w 1630 roku, za panowania Zygmunta III Wazy. W dwa lata po wstąpieniu do polskiej armii, kierował pracami inżynieryjnymi na Podolu, Wołyniu i Ukrainie Naddnieprzańskiej, gdzie obwarowywał twierdze Kudak, Koniecpol Nowy i Krzemieńczuk oraz poprawiał umocnienia zamków w Barze i Brodach. Poza działalnością ściśle związaną z wojskowością, zajmował się również innymi zadaniami związanymi z logistyką, a więc zakładał wsie, budował mosty oraz szlaki komunikacyjne. Po podpisaniu pokoju w Polanowie, wytyczał granice polsko-moskiewskie. Brał udział w uśmierzeniu buntu Pawluka.
W 1639 r. Beauplan przewodniczył wyprawie do ujścia Dniepru, podczas której zebrał dostateczną ilość informacji, aby stworzyć trzyczęściową mapę jego środkowego i dolnego biegu. Pomiary Francuza okazały się niemal bezbłędne i umożliwiły korektę błędu Ptolemeusza, związaną z wydłużeniem osi Morza Śródziemnego wobec lądów, które do niego przylegały. Nie była to wyprawa łatwa, gdyż oficer musiał nierzadko walczyć z Tatarami i Kozakami.

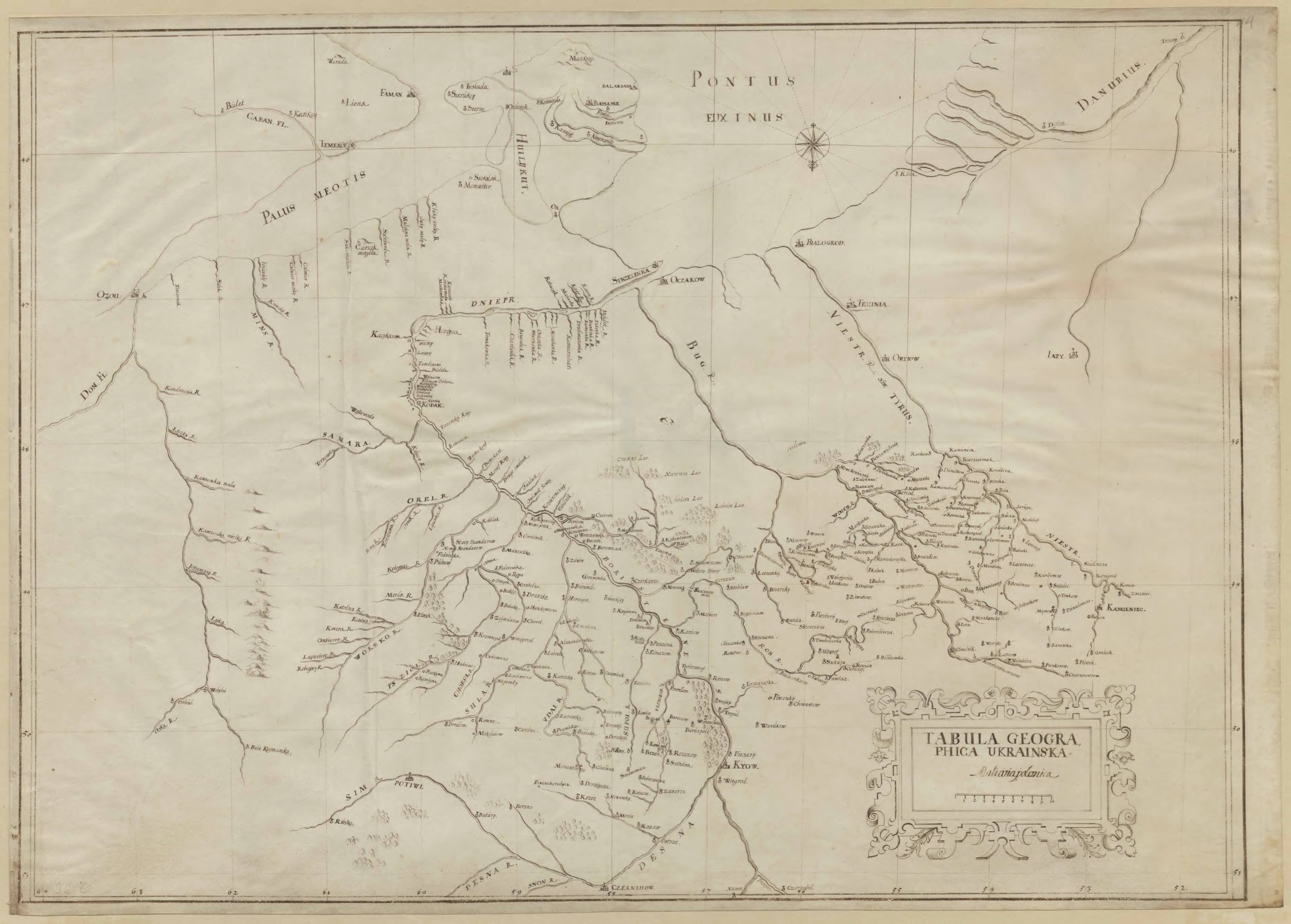
Mapa Tabula Geographica Ukrainska (Ukraińska mapa geograficzna) Beauplana, 1639

Podczas pierwszego pobytu francuskiego oficera na Naddnieprzu udało mu się wydać mapę południowo-wschodnich ziem Rzeczypospolitej oraz części Chanatu Krymskiego wraz z Półwyspem Krymskim oraz Morzem Azowskim. Po roku 1639 mapa wzbogaciła się o opracowanie województwa podolskiego. Przy opracowywaniu tych map Beauplan często korzystał z usług polskiego wywiadu wojskowego. W pracach tych wspomagał go Sebastian Aders, który prowadził działalność wywiadowczą na terenie Bałkanów i Krymu.
Król Władysław IV nadał w 1645 roku Beauplanowi przywilej wydrukowania tzw. Delineatio specialis et accurata tutius Ukrainae cum suis palatinatibus ac districtibus provinciisque adiacentibus, czyli mapy Ukrainy, która nie obejmowała Morza Czarnego, Mołdawii, Dzikich Pól oraz Chanatu Krymskiego. W późniejszym czasie wydana została mapa generalna o mniejszej skali, lecz zawierająca pominięte wcześniej terytoria. W roku 1648 (a więc już za panowania Jana Kazimierza) postanowił wrócić do Francji.
Beauplan to postać szczególna w historii polskiej kartografii. Własne mapy opracowywał niemalże sam, posługując się nowoczesnymi przyrządami pomiarowymi jak astrolabium, odometr, zegar czy busola. Większość jego map można uznać za aktualne aż po dziś dzień, pomimo że tworzono je w bardzo trudnych warunkach, spowodowanych nie tylko samym charakterem prac kartograficznych, ale również sytuacją polityczną ówczesnych ziem ukrainnych.

## Déscription de l’Ukraine

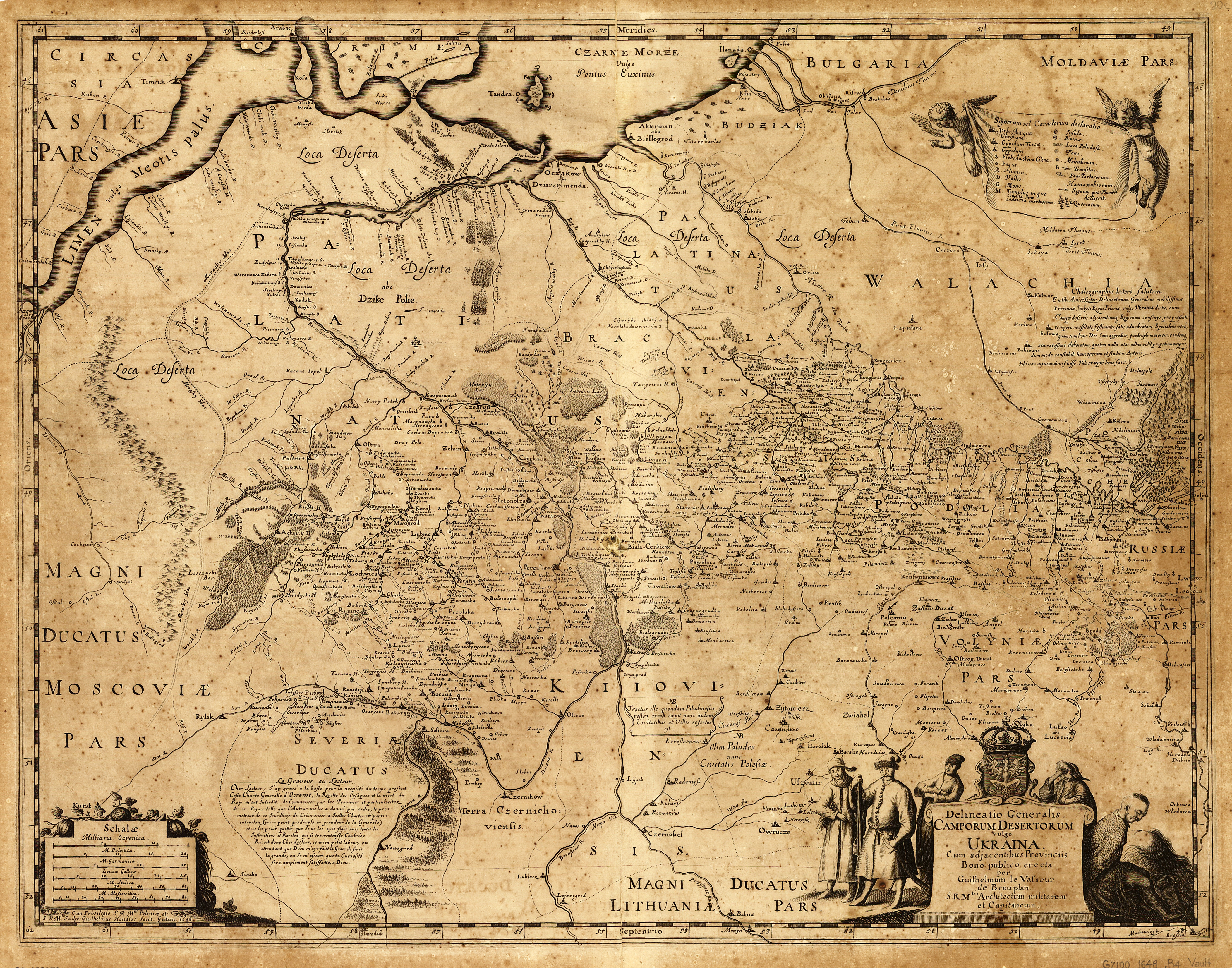
Delineatio Generalis Camporum Desertorum vulgo Ukraina. Cum adjacentibus Provinciis Mapa Beauplana z 1648 wykonana na zlecenie Władysława IV obejmująca województwa: kijowskie, bracławskie, czernihowskie, podolskie, wołyńskie i wschodnią część województwa ruskiego. Północ na dole mapy

Guillaume le Vasseur de Beauplan brał udział w wyprawie hetmana wielkiego koronnego Stanisława Koniecpolskiego przeciwko Kozakom. Kultura i życie Rusinów zafascynowały go do tego stopnia, że postanowił spisać wszystko, co zobaczył na Ukrainie i wydać w postaci książki. W roku 1651 we Francji wydane zostało jego dzieło pod imponująco długim barokowym tytułem Déscription de l’Ukranie, qui sont plusieurs provinces du Royaume de Pologne, Contenuës depuis les confins de la Moscovie, jusques aux limites de la Transilvanie. Ensemble leurs moeurs, façcons de vivres et de faire la Guerre. Par le Sieur de Beauplan (Opisanie Ukrainy, którą tworzą liczne prowincje Królestwa Polskiego leżące pomiędzy granicami Moskowii i Transylwanii. Wraz z wiadomościami o zwyczajach, sposobie życia i prowadzenia wojny jej mieszkańców. Przez Jaśnie Wielmożnego Pana de Beauplan), w którym poza szczegółowym opisem życia Kozaków znajdują się również liczne mapki i rysunki autorstwa samego Beauplana. Dzieło to przełożone zostało na języki: angielski, niemiecki, rosyjski i łacinę (oryginał był wydany po francusku). Dzięki Opisowi Ukrainy ludzie z krajów zachodnich mogli dokładniej poznać obyczaje wschodnie, o których wiedzieli wówczas bardzo niewiele.